# Viernheimer Waldheide und angrenzende Flächen
Viernheimer Waldheide und angrenzende Flächen este o arie protejată (arie specială de conservare — SAC, sit de importanță comunitară — SCI) din Germania întinsă pe o suprafață de 154,54 ha, integral pe uscat.

## Localizare
Centrul sitului Viernheimer Waldheide und angrenzende Flächen este situat la coordonatele 49°33′59″N 8°31′44″E / 49.5664°N 8.5289°E.

## Înființare
Situl Viernheimer Waldheide und angrenzende Flächen a fost declarat sit de importanță comunitară în iulie 2001 pentru a proteja 1 specie de plante și 5 specii de animale. Situl a fost protejat și ca arie specială de conservare în martie 2008.

## Biodiversitate
Situată în ecoregiunea continentală, aria protejată conține 3 habitate naturale: Vegetație psamofilă uscată cu Calluna și Genista, Vegetație psamofilă uscată cu pășuni deschise de Corynephorus și Agrostis, Pajiști calcaroase din nisipuri xerice.
La baza desemnării sitului se află mai multe specii protejate:
- plante (1): Jurinea cyanoides
- păsări (4): fâsă-de-câmp (Anthus campestris), caprimulg (Caprimulgus europaeus), capîntortură (Jynx torquilla), ciocârlie de pădure (Lullula arborea)
- nevertebrate (1): Euplagia quadripunctaria

Pe lângă speciile protejate, pe teritoriul sitului au mai fost identificate 13 specii de plante, 1 specie de amfibieni, 10 specii de nevertebrate.